# Brigade Guivati
La brigade Guivati (en hébreu חטיבת גבעתי) est une brigade d'infanterie de l'Armée de défense d'Israël.

## Guerre de 1948
Sur base d'une unité d'élite appelée Renards de Samson, la brigade a été formée en février 1948 en tant que 5e brigade de la Haganah et placée sous le commandement de Shimon Avidan.
Elle a participé aux Opérations Nahshon et Maccabée le long de la route de Jérusalem puis a été positionnée sur le front sud face aux Égyptiens. Un de ses bataillons a participé à la seconde bataille de Latroun et un autre à l'Opération Dani.
Les 13-14 mai, des unités de la brigade commettent le massacre d'Abou Shousha (environ 70 morts),,. Le 6 août, ses hommes tuent 10 hommes, deux enfants et une femme lors d’un raid à Zikrin en tirant au hasard.
Elle a ensuite joué un rôle important dans la conquête du Néguev lors de l'opération Yoav en capturant les secteurs de Hulikat, de Kawkaba et de la jonction qui est aujourd'hui connue comme jonction Guivati.
La brigade est démobilisée après la guerre.

## Guerre du Liban et Intifadas
La brigade est reformée dans les années 1980 sous la forme d'une brigade d'infanterie d'élite. Elle fut engagée au sud Liban jusqu'au retrait israélien de l'an 2000 puis a été déployée dans la bande de Gaza avant le retrait israélien de 2005. C'est en 2007, une année après la Seconde Guerre du Liban, que l'un des officiers (Israel Eden Tratner) de la brigade, sur son initiative et après proposition, commence former les photographes et cinéastes de la brigade. La formation s'est aujourd'hui généralisée à l'ensemble de Tsahal dont chaque brigade, chaque operation fait aujourd'hui l'objet de captations vidéo et photographiques en temps réel sur le terrain...

## Actuel

Drapeau de la brigade Guivati

La brigade est rattachée au commandement régional sud. Elle possède trois bataillons d'infanterie (Shaked, Tsabar et Rotem) ainsi que des compagnies de reconnaissance et de génie.
Le symbole de la brigade est le renard et son béret est pourpre.
Le 2 janvier 2025, la fondation Hind Rajab (FHR) a déposé plainte en Argentine contre le lieutenant Amit Nechmya, un chef de peloton du bataillon Rotem, de la brigade Guivati, l’accusant, lui et son peloton, d’utiliser les prisonniers comme des boucliers humains, de pillage, et de déplacement forcé de civils à Gaza. Les autorités brésiliennes ont entamé une procédure contre Nechmya après que la FHR ait déposé plainte. Il a fui le Brésil pour éviter une arrestation.
Le sergent israélien Mori Keisar de la brigade Guivati est accusé de crimes de guerre en Espagne par une plainte déposée par la FHR à Barcelone. La FHR exige une enquête et son arrestation en vertu des traités internationaux et des lois espagnoles, dont la convention de Genève et le statut de Rome. Keisar est accusé de génocide, de crimes contre l’humanité et de crimes de guerre à Gaza, commis entre janvier et mars 2024. Les actes incriminés sont l’usage militaire de bâtiments civils, l’attaque d’écoles de l’ONU au lance-grenades, la démolition de logements civils à Khan Younès, et le déplacement forcé de milliers de Gazaoui. La plainte vise aussi d’autres membres du même peloton, accusés de violences systématiques sous le commandement du lieutenant Osher Bitao,.

## Personnalités ayant servi dans la brigade
- Yafa Yarkoni, chanteuse